# سرخ‌باله باریک
سرخ‌باله باریک (نام علمی: Pseudobarbus tenuis) نام یک گونه از سرده ریشک‌ماهی‌نماها است.